# Henri Mulet

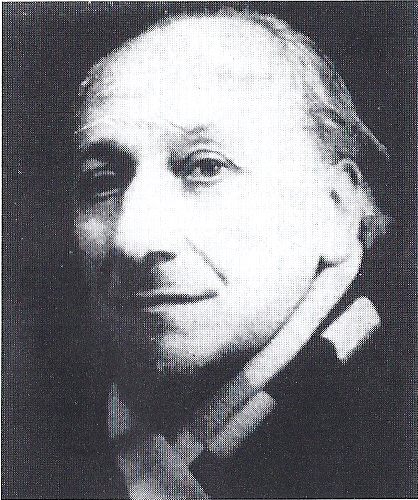
Henri Mulet (1936)

Henri Mulet (* 17. Oktober 1878 in Paris; † 20. September 1967 in Draguignan) war ein französischer Organist und Komponist.

## Leben

### Familie
Henri Mulet wurde am 17. Oktober 1878 um 20.00 Uhr als Kind eines Musikerehepaares im 18. Arrondissement in der Rue Lemark geboren. Der Vater Gabriel Leon Mulet (* 1855) war Chorleiter an der sich im Bau befindlichen Basilika Sacré-Cœur, die Mutter Blanche Victoire Patie (* 1850) war Pianistin, Sängerin und Harmoniumspielerin ebenfalls an Sacré-Cœur. 1910 heiratete er Isabelle Marie Board Rochereau (1878–1977).

### Ausbildung
Henri Mulet erhielt den ersten Musikunterricht in Gesang und Klavierspiel von seiner Mutter. Schon als Zehnjähriger vertrat er seine Mutter am Harmonium. 1889 trat er in das Pariser Konservatorium ein, wo er Cello als Hauptinstrument studierte. 1893 gewann er einen ersten Preis im Spiel auf diesem Instrument. Orgel studierte er bei Charles Marie Widor und Alexandre Guilmant. 1899 schloss er seine Studien auf diesem Instrument mit einem zweiten Preis ab.

### Berufstätigkeit
1897 begann Mulet seine berufliche Tätigkeit an der dreimanualigen Orgel von St-Pierre de Montrouge. 1901 wechselte er an die Kirche Ste-Marie des Batignolles. 1904 versah er dazu noch das Amt des Chororganisten in St. Eustache. 1911 bis 1937 war er Organist der Kirche Saint-Philippe du Roule, zunächst als Organist der Chororgel und ab 1922 als Titularorganist der Hauptorgel. 1937 zog sich Mulet aus Paris zurück und versah bis 1958 das Organistenamt an der Pfarrkirche Saint Michel von Draguignan. Er starb 1967 kinderlos in einem Kloster.

## Werke

### Orchester
- Dans la vallée du tombeau (Souvenir de Lombardie), poème symphonique (1908)
- La Toussaint, poème symphonique (1909)
- Fantaisie pastorale (1911)
- Paysage d’hiver
- Paysages crépusculaires
- Scherzo-Marche
- Petite suite sur des airs populaires français

### Orgel
- Méditation religieuse (1896?)
- Prière (1902?)
- Carillon-Sortie (1912?)
- Esquisses byzantines (1920) – Dix Pièces pour Grand-Orgue «En mémoire de la Basilique du Sacré-Cœur de Montmartre 1914–1919» : 1. Nef – 2. Vitrail – 3. Rosace – 4. Chapelle des morts – 5. Campanile – 6. Procession – 7. Chant funèbre – 8. Noël – 9. In Paradisum – 10. Tu es petra et portæ inferi non prævalebunt adversus te
- Offertoire funèbre
- Petit offertoire (v. 1911), veröffentlicht in: Abbé Joseph Joubert, Les Maîtres Contemporains de l’Orgue, vol. 2 (Sénart, Paris).
- Sortie douce (v. 1911), publié dans J. Joubert, Les Maîtres Contemporains de l’Orgue, vol. 2 (Sénart, Paris).
- Offertoire sur un Alléluia grégorien, pour la fête du Très-Saint-Rosaire
- O.P.E (Opus Pro Epiphania v.1945) sur le thème de la Marche des Rois.

### Harmonium
- Angelus
- Offertoire
- Sortie

### Geistliche Vokalmusik
- O mon Jésus, cantique (1900)
- Laudate Dominum, 4 voix et orgue (1904)
- Ave Maria, 3 voix et orgue (1910)

### Sologesang
- L’aigu bruissement, Gesang und Klavier (1904)
- Soleils couchants, Gesang und Klavier (1904)
- Les deux étoiles, Gesang und Klavier (1910)
- Le dernier des Maourys, Gesang und Klavier (1911)
- Le talion, Gesang und Orchester (1912)

### Verschiedenes
- Danse afghane, Klavier (1904)
- 2 Noëls, Oboe oder Klarinette und Klavier (1904)
- Danse persane, Klavier (1910)
- Petit lied très facile, Cembalo oder Klavier (1910)

## Hausorgel
Die Hausorgel von Henri Mulet wurde 1890 von Edwin & John-Albert Abbey gebaut und von Mulet 1910 erworben. 1927 wurde sie in die Kirche Saint-Martin in Triel-sur-Seine versetzt.
Die Disposition lautet wie folgt:
| I Grand Orgue C–g3 |     |
| Bourdon            | 16′ |
| Montre             | 08′ |
| Keraulophone       | 08′ |
| Flûte harmonique   | 08′ |
| Prestant           | 04′ |
| Doublette          | 02′ |
| Fourniture         |     |
| Trompette          | 08′ |
| Clairon            | 04′ |

| II Récit expressif C–g3 |       |
| Bourdon                 | 8′    |
| Salicional              | 8′    |
| Voix celeste            | 8′    |
| Flûte                   | 4′    |
| Nazard                  | 2 ⁄3′ |
| Hautbois                | 8′    |

| Pédale C–f1 |     |
| Soubasse    | 16′ |

- Koppeln: II/I, I/P, II/P